# Руденко Михайло Михайлович
Миха́йло Миха́йлович Руде́нко (* 1976) — тренер із дзюдо, заслужений майстер спорту України, заслужений працівник фізичної культури і спорту України (2019).

## Життєпис
Народився 1976 року у місті Івано-Франківськ в родині інженерів.
Закінчив Київську Республіканську середню загальноосвітню школу-інтернат спортивного профілю, 1997-го з відзнакою — Національну академію внутрішніх справ України, слідчий факультет. Працював слідчим слідчого відділу Івано-Франківського міського управління УМВС України. Жовтнем 1997-го переведений на посаду наукового співробітника лабораторії № 1 НДІ при Національній академії внутрішніх справ України. Працював в Києві — слідчим Залізничного районного управління, заступником начальника слідчого відділу Залізничного районного управління, в Солом'янському районному управлінні; заступником начальника районного управління по роботі з персоналом Оболонського районного управління, з липня по жовтень 2005-го очолював цей підрозділ.
В подальшому працював заступником начальника районного управління — начальником відділу роботи з персоналом Оболонського районного управління, переведений на посаду першого заступника начальника районного управління — начальника кримінальної міліції Голосіївського районного управління. Протягом 2008—2010 років був ад'юнктом докторантури та ад'юнктури Київського національного університету внутрішніх справ.
З серпня 2010 по квітень 2012 року — заступник начальника слідчого управління УМВС України в Івано-Франківській області, від квітня 2012-го очолив слідче управління УМВС України у Волинській області; до вересня 2014 року працював на посаді першого заступника начальника слідчого управління УМВС України у Волинській області.
2017 року призначений державним тренером збірної України з дзюдо.
Кандидат юридичних наук — за спеціальністю «кримінальний процес та криміналістика, судова експертиза, оперативно-розшукова діяльність», є автором кількох наукових статей.
Заслужений майстер спорту з бойового самбо; лауреат премії Кабінету Міністрів України «За внесок молоді в розбудову держави», відзначений відомчими нагородами.
Одружений, виховують двох дітей.
Серед вихованок — Анастасія Сапсай, Анастасія Новікова та Наталія Смаль.